# Anania ankolae
Anania ankolae is een vlinder van de familie van de grasmotten (Crambidae). De wetenschappelijke naam van deze soort is voor het eerst voorgesteld als Ethiobotys ankolae door Koen Maes in een publicatie uit 1997. De soort is vernoemd naar de typelocatie, Ankole in Oeganda. De spanwijdte van het mannetje bedraagt 31 à 32 millimeter.
De soort komt voor in Oeganda.